# Carpezício
Carpezício (em grego: Χαρπεζίκιον; romaniz.: Kharpezíkion) foi uma fortaleza e pequena província (tema) do Império Bizantino no século X. A fortaleza é identificada com Charpezique (em turco: Çarpezik), a leste do rio Eufrates, enquanto alguns estudiosos anteriores a identificam com Carpuzique (Harpuzik), a oeste do Eufrates, cerca de 16 quilômetros a noroeste de Arapeguir. A fortaleza se tornou sede de um tema (província militar) homônimo durante as conquistas de João Curcuas na região. Devido a uma confusão na transcrição do manuscrito de Das Cerimônias, várias fontes modernas citam que sua primeira aparição nas fontes foi em 935, no contexto de uma expedição bizantina ao sul da Itália, mas Nicolas Oikonomides corrigiu o evento real à campanha contra o Emirado de Creta em 949. Tinha uma pequena guarnição de apenas 905 homens, mas um número desproporcional de oficiais superiores: de acordo com o Escorial Taktikon, compilado em algum momento em 971/75, tinha 22 "grandes" e 47 "juniores" turmarcas. Sua menção no Escorial Taktikon, onde é listado entre os temas de Tefrique e Romanópolis,  é a última ocorrência nas fontes, o que significa que o tema provavelmente deixou de existir logo depois.